# NGC 5809
NGC 5809 ist eine Linsenförmige Galaxie mit ausgeprägten Emissionslinien vom Hubble-Typ S0-a im Sternbild Waage am Nordsternhimmel, die schätzungsweise 125 Millionen Lichtjahre von der Milchstraße entfernt ist. 
Das Objekt wurde am 5. Juni 1836 von John Herschel mit einem 18-Zoll-Spiegelteleskop entdeckt, der sie dabei mit „vF, S, E, glbM“ beschrieb.